# Gneisotjärnen
Gneisotjärnen är en sjö i Sorsele kommun i Lappland och ingår i Umeälvens huvudavrinningsområde. Sjön har en area på 0,079 kvadratkilometer och ligger 424,2 meter över havet.

## Delavrinningsområde
Gneisotjärnen ingår i det delavrinningsområde (726771-155422) som SMHI kallar för Mynnar i Sejor. Medelhöjden är 514 meter över havet och ytan är 9,49 kvadratkilometer. Räknas de 10 avrinningsområdena uppströms in blir den ackumulerade arean 203,5 kvadratkilometer. Dergabäcken (Rakkobäcken) som avvattnar avrinningsområdet har biflödesordning 3, vilket innebär att vattnet flödar genom totalt 3 vattendrag innan det når havet efter 305 kilometer. Avrinningsområdet består mestadels av skog (91 procent). Avrinningsområdet har 0,26 kvadratkilometer vattenytor vilket ger det en sjöprocent på 2,8 procent.